# GloFish

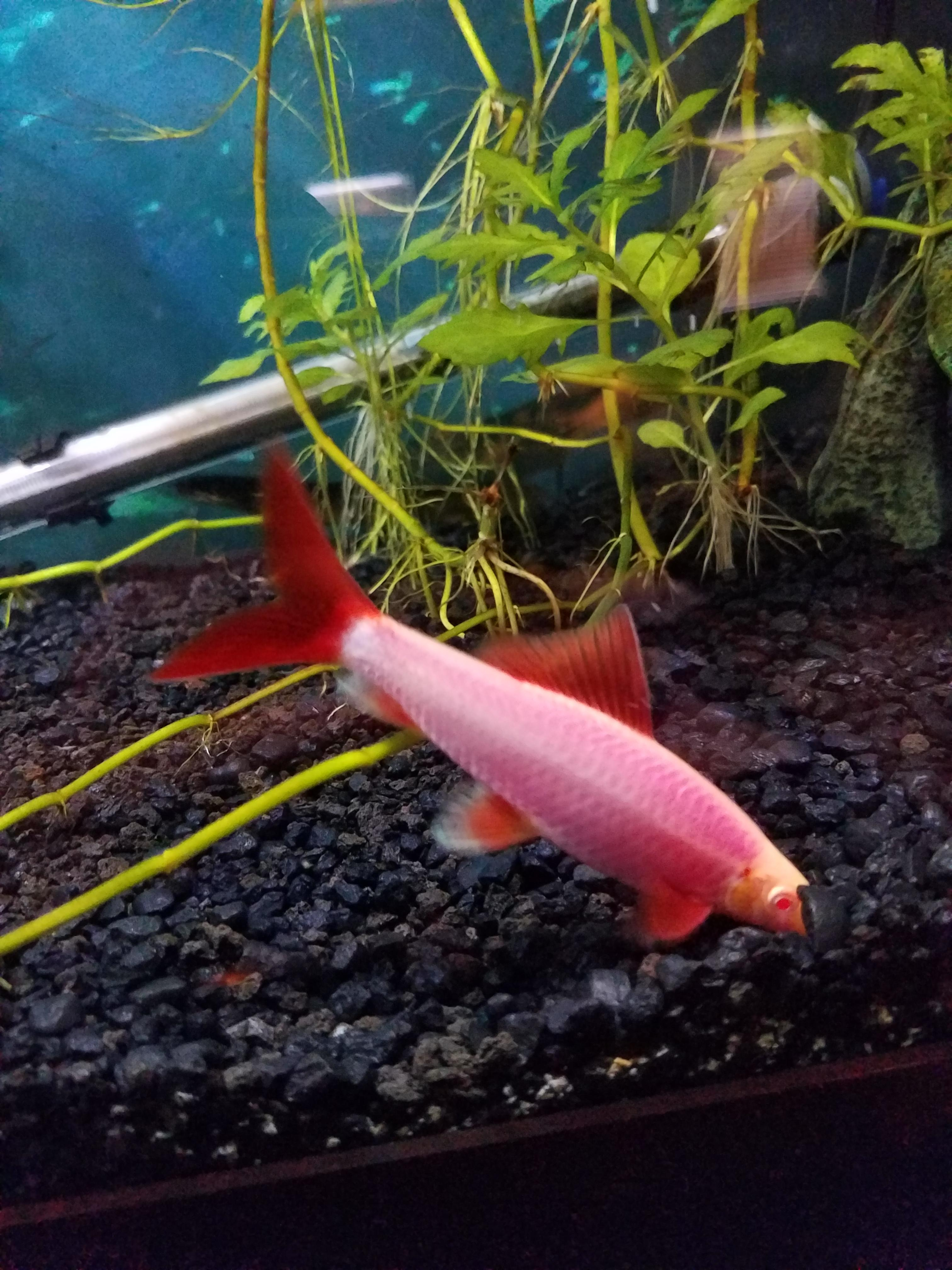
Epalzeorhynchos frenatus geneticamente modificato

Con il termine GloFish si indicano alcune specie di pesci d'acquario geneticamente modificati fluorescenti, commercializzati da un'azienda americana: il nome è anche brevetto e marchio registrato.  Non sviluppati originariamente  per il commercio di pesci ornamentali, è uno dei primi animali geneticamente modificati a diventare un animale domestico: è disponibile soltanto negli Stati Uniti (California esclusa). I diritti GloFish sono di proprietà di Yorktown Technologies.
Sono commercializzati come GloFish esemplari OGM di Danio rerio, Gymnocorymbus ternetzi, Puntigrus tetrazona, Epalzeorhynchos frenatus, Brycinus longipinnis e Betta splendens.

## Sviluppo
Nel 1999 il dottor Zhiyuan Gong  e i suoi colleghi della National University of Singapore stavano lavorando con i geni responsabili della proteina fluorescente verde (GFP) nella medusa Aequorea victoria: il loro obiettivo era quello di sviluppare un pesce capace di rilevare selettivamente sostanze inquinanti diventando fluorescente in contatto con una determinata tossina. Per questo inserirono i geni in alcuni embrioni di Danio rerio rendendoli fluorescenti sotto la luce naturale e quella ultravioletta: lo sviluppo del pesce costantemente fluorescente è stato il primo passo in questo processo, e l'Università di Singapore ha presentato una domanda di brevetto su quest'opera. Poco dopo lo stesso team ha sviluppato una varietà di Danio rerio rosso fluorescente aggiungendo un gene da un corallo, e una giallo-arancio aggiungendo una variante del gene della medusa. Successivamente alcuni ricercatori della National Taiwan University, diretti dal professor Huai-Jen Tsai (蔡 懷 禎), sono riusciti a creare un Medaka verde fluorescente (Oryzias latipes, il pesce riso che, come il danio zebra è un organismo modello usato in biologia).
Gli scienziati dell'Università di Singapore si accordarono con gli imprenditori Alan Blake e Richard Crockett della Yorktown Technologies per commercializzare il pesce zebra fluorescente, che Yorktown poi battezzò "GloFish" . Nello stesso tempo un accordo separato è stato effettuato tra Taikong corp., il più grande produttore di pesci d'acquario di Taiwan, e i ricercatori taiwanesi per commercializzare i Medaka verdi a Taiwan sotto il nome di TK-1. Nella primavera del 2003, Taiwan divenne il primo Stato del mondo ad autorizzare la vendita di un organismo geneticamente modificato come animale domestico. Oltre 100.000 pesci GloFish sarebbero stati venduti in meno di un mese a 18 dollari ciascuno. I Medaka fluorescenti non sono chiamati GloFish, in quanto non sono commercializzati da Yorktown Technologies.

## Origine dei colori

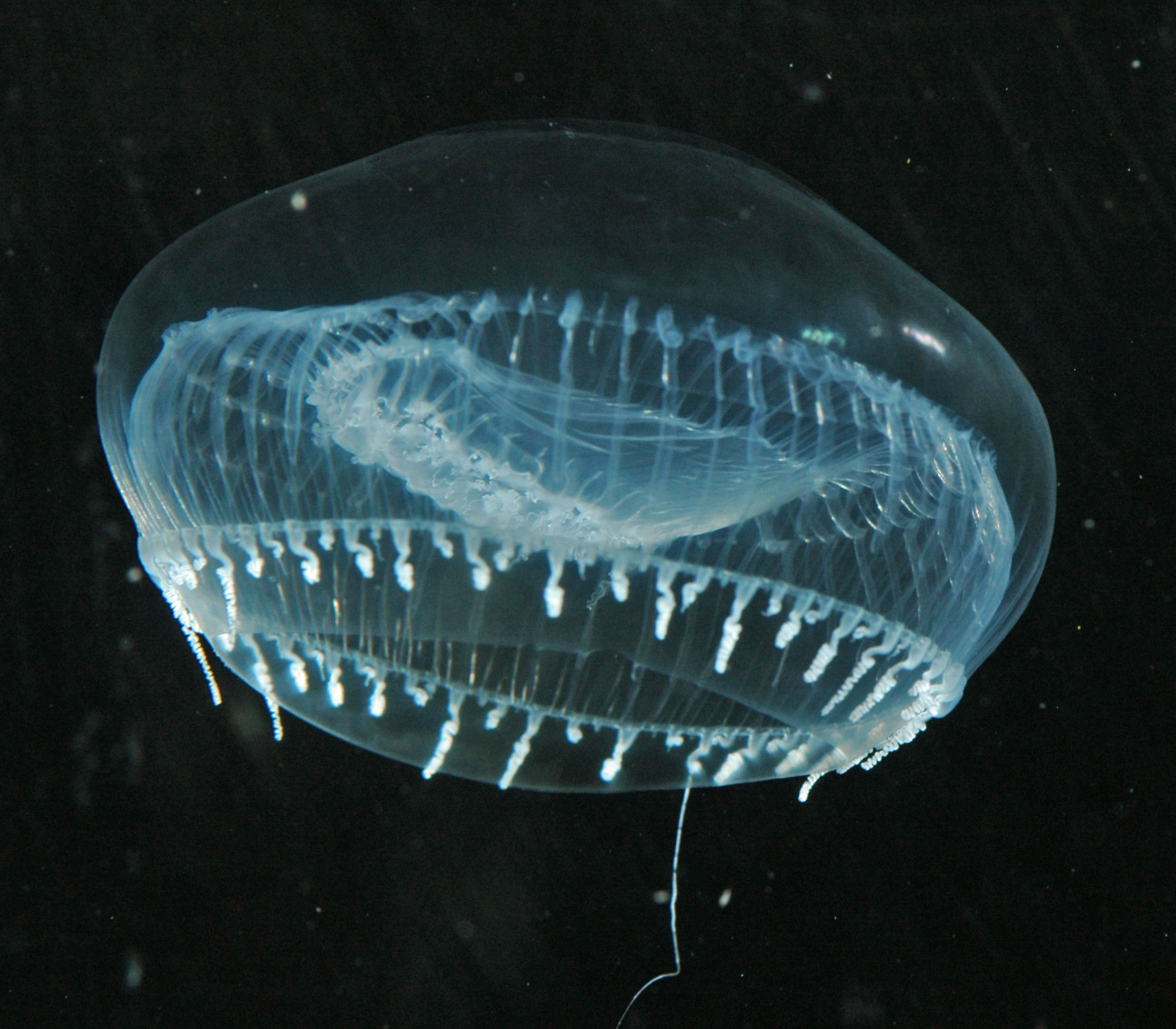
Aequorea victoria

Le fonti delle proteine fluorescenti utilizzate per produrre i GloFish sono: 
- GFP dalla medusa Aequorea victoria e dal polipo coloniale Renilla reniformis
- DsRed  dagli esacoralli del genere Discosoma (Corallimorpharia)
- eqFP611 dall'anemone Entacmaea quadricolor
- RTMS5 dai coralli Montipora efflorescens, Scleractinia spp. e Pectiniidae spp.
- KFP  dall'anemone Anemonia sulcata
- eosFP dai coralli Lobophyllia hemprichii e Dendronephthya spp.

In natura sono state censite quasi 200 specie di pesci dotate di biofluorescenza.

## Fertilità
GloFish presentano una fertilità ridotta rispetto alle specie naturali da cui derivano, forse a causa di maggiori costi energetici associati alla fluorescenza.